# Bradley Woodward
Pour les articles homonymes, voir Woodward.
Bradley Woodward est un nageur australien, né le 5 juillet 1998 à Kanwal.

## Biographie
Kai James Taylor gagne trois médailles lors de sa première compétition majeure aux Jeux du Commonwealth de 2018 devant son public à Gold Coast, avec l'or aux 4 × 100 quatre nages et deux médailles d'argent sur le 100 et 200 m dos. Il fait partie du relais 4 × 100 m quatre nages médaillé de bronze aux Championnats du monde de natation 2023 à Fukuoka.

## Palmarès

### Championnats du monde en grand bassin
- Championnats du monde 2023 à Fukuoka :
  -  Médaille d'argent du relais 4 × 100 m quatre nages mixte (participe uniquement aux séries).
  -  Médaille de bronze du relais 4 × 100 m quatre nages.
- Championnats du monde 2024 à Doha :
  -  Médaille d'argent du relais 4 × 100 m quatre nages mixte.

### Jeux du Commonwealth
- Jeux du Commonwealth de 2018 à Gold Coast :
  -  Médaille d'or du relais 4 × 100 m quatre nages.
  -  Médaille d'argent du 100 m dos.
  -  Médaille d'argent du 200 m dos.
- Jeux du Commonwealth de 2022 à Birmingham :
  -  Médaille d'argent du relais 4 × 100 m quatre nages.
  -  Médaille d'argent du 200 m dos.
  -  Médaille de bronze du 100 m dos.